# François-Georges Maréchal
François-Georges Maréchal (ur. 13 listopada 1747 w Paryżu, zm. 24 października 1789 w Bawarii) – francuski pisarz.
Do jego dramatów należały: Vercingentorixe (1770), Le Séducteur – „Uwodziciel” (1783) i Les Réputations (1787). Wyemigrował na początku rewolucji w 1789 roku.
Współpracował przy pisaniu suplementu do L'Encyclopedie Diderota. 

## Wydania dzieł
- Calembours et autres jeux sur les mots d'esprit, Paris, Payot, 2000
- Chefs-d’œuvres dramatiques de De Bièvre, Dezède, et Fenouillot de Falbaire, Paris, Jules Didot ainé, 1824
- Favart, Dorat, Forgeot, De Bièvre et Dezède, Paris, Belin, 1821
- Biévriana ou jeux des mots de M. de Bievre, Éd. Albric Deville, Paris, 1800